# Saint-Paul-d'Espis
Saint-Paul-d'Espis một thị xã và xã ở tỉnh Tarn-et-Garonne trong vùng Tarn-et-Garonne, Pháp.